# Бертхолд I фон Церинген
Бертхолд I (на немски: Berthold I von Zähringen, * 1000; † 6 ноември 1078, Вайлхайм на дер Тек), наричан „Брадатия“, от род Церинги от Швабия, е граф на Тургау, херцог на Каринтия (1061 – 1072) и маркграф на Верона (1061 – 1077).

## Биография
Той произлиза от род Церинги от Швабия, по майчина линия вероятно от род Хоенщауфен.
Бертхолд I е влиятелен граф в Херцогство Швабия. Император Хайнрих III обещава на приближения му Бертхолд да го направи там и херцог. През 1057 г. Агнес Поатиенска, вдовицата на Хайнрих III, назначава обаче Рудолф фон Райнфелден за херцог в Швабия. Тя дава на Бертхолд през 1061 г. Херцогство Каринтия и Веронската марка след смъртта на херцог Конрад III (от род Ецони). Той е много рядко в херцогството, което всъщност е управлявано от Маркварт IV от Епенщайните.
Бертхолд I помага за избора на Рудолф фон Райнфелден за геген крал и затова през 1077 г. на Райхстага в Улм е свален като херцог и изгонен. За нов херцог на Каринтия е номиниран синът на Маркварт Лиутолд. Бертхолд се оттегля в именията си в Швабия, където често е нападан от кралските войски.
Бертхолд умира на 6 ноември 1078 г. в замъка си на хълма Лимбург при Вайлхайм на дер Тек и е погребан в манастира Хирсау, където е помагал при строежа на манастирската църква.

## Фамилия
Първи брак: с Рихвара от Швабия († пр. 1056). Те имат трима сина и две дъщери:
- Херман I, основател на линията маркграфовете на Баден
- Бертхолд II, херцог на Швабия, по-късно на Церинген
- Гебхард III, епископ на Констанц
- Луитгард († 9 август 1119), омъжена за маркграф Диполд II от Фобург († 1078) и след август 1078 г. за граф Ернст I фон Грьоглинг и Отенбург († 1096/1098)
- Рихинца († сл. 1110), омъжена I. за Рудолф от Фрикинген († пр. 1092) и II. пр. 1092 г. за Лудвиг фон Зигмаринген († 1092). Тя наследява замък Шпитценберг и околната територия и така тя основава линията Зигмаринген-Шпитценберг-Хелфенщайн.

Втори брак: през 1056 г. с Беатрис де Монбеляр († 1092), дъщеря на граф Лудвиг от Мусон от род (Дом Скарпон) и София, графиня на Бар от род Вигерихиди, осиновена племенница на императрица Гизела Швабска. Те нямат деца.